# Silly-Tillard
Silly-Tillard é uma comuna francesa na região administrativa de Altos da França, no departamento de Oise. Estende-se por uma área de 11,14 km². Em 2010 a comuna tinha 454 habitantes (densidade: 40,8 hab./km²).